# William Belsham
William Belsham (1752–1827) fue un escritor e historiador político inglés, destacado como partidario del Partido Whig y sus principios. Justificó la Revolución Americana al excusar a los estadounidenses en su resistencia a las demandas de Inglaterra, y fue un defensor de la libertad política progresiva. En tiempos más recientes Belsham es conocido porque uno de sus escritos registra el uso más antiguo conocido de la palabra «libertario», del año 1789.

## Vida
Hermano del ministro unitario Thomas Belsham y cuñado del también ministro unitario Timothy Kenrick, nació en Bedford, el hijo de James Belsham (fallecido en 1770), un ministro inconformista. Murió cerca de Hammersmith el 17 de noviembre de 1827.

## Trabajos
Belsham escribió la historia como un Whig radical. Perteneció al grupo de historiadores antibélicos, con Charles James Fox y Anthony Robinson. Comenzó su carrera como autor publicando Ensayos, Filosóficos, Históricos y Literarios, en dos volúmenes, uno de 1789 y otro de 1791. En uno de los ensayos del primer volumen utilizó el término «libertario» en una discusión sobre el libre albedrío como idea en oposición a los puntos de vista «necesitarios» (o deterministas), Belsham describe a los «libertarios» como «partidarios de la libre elección» en materia teológica y metafísica a la vez que expresa su discrepancia con esta filosofía poniéndose del lado de los que describe como «necesitarios».
En 1792 publicó el Examen de una apelación de lo viejo a lo nuevo, y en 1793, Observaciones sobre la naturaleza y la necesidad de la reforma política. También escribió sobre la Test Act, la Revolución Francesa, el Tratado de Amiens y las Poor Laws.
En 1793 Belsham publicó, en dos volúmenes, Memorias de los Reyes de Gran Bretaña de la Casa de Brunswick-Luneburg, y esto fue seguido en 1795 por Memorias del Reinado de Jorge III a la sesión del Parlamento de 1793, en cuatro volúmenes, un quinto y sexto volumen aparecieron en 1801, registrando hasta el año 1799. En 1798 publicó, en dos volúmenes, Historia de Gran Bretaña de la Revolución a la Adhesión de la Casa de Hannover, y en 1806 todos los volúmenes fueron reeditados, con dos volúmenes adicionales, los doce volúmenes que aparecen bajo el título, Historia de Gran Bretaña hasta la conclusión de la paz de Amiens en 1802. Se involucró en una controversia con Herbert Marsh sobre la responsabilidad de las Guerras Revolucionarias Francesas, tomando la línea foxista Whig y apoyando a los críticos alemanes de Gran Bretaña.
Un conjunto de ocho volúmenes de Memorias del Reino de Jorge III de su Adhesión a la Paz de Amiens se publicó en 1813.